# Smiřice
Smiřice település Csehországban, a Hradec Králové-i járásban. Smiřice Černožice, Skalice, Sendražice, Smržov, Vlkov, Lochenice, Račice nad Trotinou, Holohlavy és Habřina településekkel határos. Lakosainak száma 3121 fő (2024. január 1.).

## Népesség
A település lakosságának változását az alábbi diagram mutatja:
| Lakosok száma | 2218 | 2834 | 2765 | 2765 | 3118 | 3145 | 2847 | 2899 | 2969 | 3121 |
|               | 1869 | 1890 | 1921 | 1950 | 1980 | 2001 | 2017 | 2019 | 2022 | 2024 |